# Sterictopsis paratorna
Sterictopsis paratorna är en fjärilsart som beskrevs av Turner 1910. Sterictopsis paratorna ingår i släktet Sterictopsis och familjen mätare. Inga underarter finns listade i Catalogue of Life.